# ولفهاگن
شهر ولفهاگن (به آلمانی: Wolfhagen) در ایالت هسن در کشور آلمان واقع شده‌است.